# Amherst (Virginia)
Amherst város az USA Virginia államában. Lakosainak száma 2110 fő (2020. április 1.).

## Népesség
A település népességének változása:

| 2010 | 2 231 |
| 2020 | 2 110 |